# Neo Geo Cup '98: The Road to the Victory
Neo Geo Cup '98: The Road to the Victory è un videogioco di calcio pubblicato nel 1998 dalla SNK.

## Modalità di gioco
Il gioco è molto simile a Super Sidekicks 3. Presenta, infatti, le stesse animazioni e la stessa grafica del gioco precedente. L'unica differenza è rappresentata dalle nazionali presenti.

## Squadre
Il gioco consente di scegliere tra 64 squadre differenti, suddivise in 8 regioni.

### Europa A
- Italia
- Paesi Bassi
- Svizzera
- Norvegia
- Inghilterra
- Turchia
- Portogallo
- Croazia

### Europa B
- Germania
- Spagna
- Belgio
- Romania
- Danimarca
- Irlanda
- Scozia
- Rep. Ceca

### Europa C
- Francia
- Bulgaria
- Svezia
- Russia
- Grecia
- Ungheria
- Austria
- Jugoslavia

### Africa
- Nigeria
- Camerun
- Marocco
- Egitto
- Sudafrica
- Zambia
- Costa d'Avorio
- Tunisia

### Americhe
- Stati Uniti
- Messico
- Canada
- Costa Rica
- Porto Rico
- Guatemala
- El Salvador
- Giamaica

### Sud America
- Brasile
- Argentina
- Colombia
- Paraguay
- Cile
- Ecuador
- Uruguay
- Perù

### Asia A
- Australia
- Cina
- Nuova Zelanda
- Taiwan
- Iran
- Iraq
- Vietnam
- Singapore

### Asia B
- Arabia Saudita
- Corea del Sud
- Giappone
- Emirati Arabi Uniti
- Indonesia
- Hong Kong
- Thailandia
- Malaysia

## Tornei
- Campionato mondiale
- Torneo Europeo
- Torneo Sudamericano
- Torneo delle Americhe
- Torneo d'Africa
- Torneo d'Asia